# 情報操作

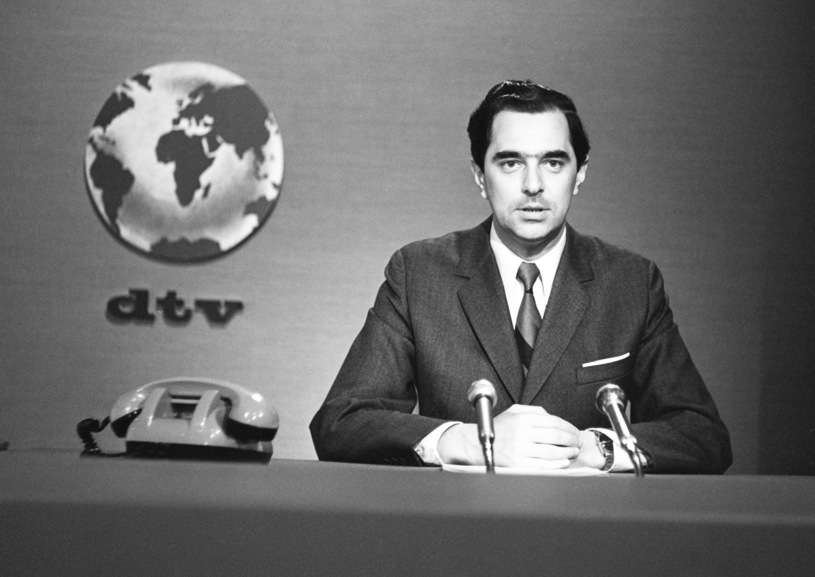
テレビによる情報操作の例は、大衆に届くニュース番組に見ることができる。写真は、感情的で意味深な言葉を使って当時共産主義だったポーランドの資本主義を中傷しようとしたことで悪名高いポーランドのニュース番組「Dziennik」である。

情報操作（じょうほうそうさ）とは、報道機関の取材、編集、報道の一連の活動に介入して与える情報（証言、記事、写真、映像・動画）を制限したり、虚偽または虚偽にならない範囲で改変することによって、その情報を受け取った側が受ける印象や判断結果に影響を与えようとする行為。俗にイメージ操作ないし印象操作とも言われる。広い意味では、ブランディングやコマーシャル、比較広告などの商業活動も含んでいる。

## 解説
第二次世界大戦ごろからラジオ放送や映画・ニュース映画などにより、効果的に行われるようになったが、行為自体は古くから行われている。かつてナチス党政権下のドイツ国が独裁者あるいは政党などの指揮の下、国民啓蒙・宣伝省に行わせたものが広く知られている。日中戦争時には大日本帝国と中国国民党や共産党などが情報戦の一環として行った。また、ニューヨーク・タイムズをはじめ、グラフ雑誌のライフなどの欧米の民間メディアも日中戦争を題材に盛んに情報の操作・加工に挑戦し、読者に大きな影響を与えた。それは、現在でも広く行われており、アメリカ（イラク戦争における侵攻理由が典型的）、中華人民共和国や朝鮮民主主義人民共和国が行っているものが広く知られている。独裁国家や戦時中における検閲は、例外なく情報操作を意図している。
日本やアメリカなど自由主義諸国では、政府のみならず、外国の影響、エージェント、独自の目的を有する政治団体、宗教団体、非政府組織（NGO）、企業あるいは一個人ですら情報操作を行える環境にあり、情報操作は双方向性（Interactivity）を帯びている。特にインターネットの普及で双方向性が増大している。
文化間の基準や常識の違いに対する不見識から意図せずに、また情報が流布される時間が遅れたり、情報そのものが不正確であったため結果的に起きる場合がある。

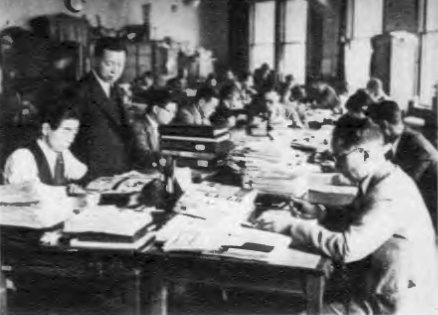
警視庁検閲課による検閲の様子（1938年（昭和13年））

情報操作を意図している対象によって手法は異なり、またある対象によって有効であるものが別の対象に有効であるというわけでもない。情報操作を行う人数と対象となる人数の大小によって、手法を変更する必要がある。数人が1人を対象とすれば情報操作は容易となり、マインド・コントロールや洗脳などの様々な手法が使えるが、逆に1人で集団を相手に行う際には、手法も限られ、より困難になることが多い。人民・大衆を誘導する手法は古来詭弁術として発展したが、マスコミュニケーションの成立により情報操作の技法は視覚や音響など、弁論以外の技術を包含するようになった。

## 情報操作の対象

### 個人
個人を対象とした情報操作は、最も基礎的な情報操作であるが、逆に最も手法を一般化しにくい対象である。重要な影響力の高い人物に友好的な関係を作り、信頼関係を基に情報操作を行うことが基本である。報酬や賄賂のような金銭関係や組織内での上下関係、雇用関係など利用できる手法は様々である。脅迫や恐喝、暴力のような非合法な手法も有効である。実際の効果以上に過大評価されていることが多いが、性的関係を持つことも有効である。
信頼関係を構築すれば、対象に与える影響力は絶大である。虐待の被害者が、加害者の下に止まり続ける理由の1つに加害者による情報操作をあげることができる。個人の生死まで左右できる反面、別の個人による情報操作も同じ理由から効果的である。個人がグループ内で受ける情報操作は、バンドワゴン効果（衆人に訴える論証）などから個人に対する情報操作に対して、比較優位に機能することが多い。逆にそれ以上の大きな集団内で受ける情報操作は、メッセージが希薄になるため、比較劣位に機能する。しかし、対象にかける時間に多くの時間を割く必要があるため、全ての個人に対して行うことは不可能である。

### グループ
2人以上の特定の共通点を持つグループを対象とした情報操作は、個人を対象とした情報操作と共通する点が多いが、いくつか異なる点もある。信頼関係の必要性や手法の大部分が個人に対するそれと同じであるが、グループ内の意見を左右するオピニオンリーダーを包摂すればグループの意見を容易に変えることができるため、必要とされる時間は大幅に減少する。スピーチやポスター、手紙などで比較的容易に情報操作を行うことができる反面、グループが肥大化すると、相対的に影響力が減少する。

### 集団
複数のグループを含む集団は、情報操作の集大成と言えるが、個人やグループの手法が当てはまらない場合も多くある。例えば、性的関係で集団を情報操作することは、不可能ではないものの大きな困難が伴う。一定の信頼関係は必要であるものの、過度の信頼性は意図しない方向への暴走を引き起こす可能性がある。情報操作の際には集団内からの検証に耐える必要があり、容易に見抜かれるものであれば、再び信頼を得ることは困難である。しかし、1人当たりに必要とする時間は、集団では0に近づく。30分のスピーチで情報操作を行う場合には、個人であれば、1時間かかっても2人しか対象に出来ない。グループであれば、集合させる会場に左右される。しかし、集団であれば、容易に数百万人を対象にすることができる。
テレビやラジオなどのマスメディアを活用すれば、その人数は爆発的に増加する。多くのマスメディアもまた一企業であるため、会社の利害及び経営方針、社風、株主や規制当局の意向等により情報操作が行われる可能性がある。これらマスメディアの編集方針による情報操作は偏向報道とされる。顕著なものとしては、以下の手法が挙げられる。
- やらせ報道
- 誘導的な質問をした後の回答のみを報道する
- 長いインタビューの一部を切り貼りして、発言者の意図と異なる趣旨の内容に編集して報道（言質による報道）
- 根拠が薄弱なまま「○○の恐れがある」と不安のみを煽る報道
- 事実と異なる報道を行ったにもかかわらず、その取り消しを行わない
- アンケート対象の意図的な絞り込み、自由記述型にすべき回答欄を故意に多肢選択型にして結果を報道する
- マスメディアやその支援者に都合の悪い事実を報道しない
- 情報源を「関係者」「関係筋」など抽象的に表現して詳細を公開しない

もちろん、これらだけに留まるものではない。また、これらの情報操作は、言論統制が行われていない国々においても発生する可能性がある。

### 記者クラブ
日本では記者クラブを通じた情報操作が行われているとの主張がある。日本における省庁・地方公共団体・警察の記者会見は記者クラブ加盟マスメディアの出席しか認められていないことが多く、加盟社は記者室の独占使用などの便宜供与を受けていることが多い。このため発表側に批判的な報道を控えるようになり、情報操作に惑わされやすくなるというものである。記者が独自の情報の確認を怠っている場合に発生しやすい（発表報道）。例えば新聞記者であれば締め切りの時間は周知の事実であるため、詳細な検討ができないように時間を調節して発表することも行われている。
また、情報提供者が個人的に特定のジャーナリストに密かに情報を流すリーク（漏洩）という手法もある。リークは不確かな内部告発、ライバル攻撃などの特別の意図をもって行われることが多い。

## 対処
情報操作に対しては、様々な対抗手段がある。
情報源との意識的遮断
テレビ、新聞等即時性の高い媒体の閲覧を一時的に停止し、書籍のみに目を向けるようにする。時事問題に疎くなるという短所があるが、物事の観察力が向上する。
専門的情報源の閲覧
専門的な問題に関しては、その分野の専門家の著作等を読んだ方が良い。ただし、その専門家自身が既に情報操作の影響を受けている可能性もあるので、鵜呑みは危険である。

## 危険性
危険性は大きく分けて情報操作の直接的な影響によるものと間接的な影響によるものに分けられる。また、時には国家の運営に影響を及ぼす事もある。

### 直接の影響
情報操作により誤った結論が導かれ、それに基づいて対象者が行動するということは、情報操作の一番顕著な影響で、大変危険である。特定集団の利益になるため、情報操作が行われる場合は、より多数の集団の損失を伴うことが多く、情報の検証が欠かせないが、情報操作により常に操作側の意図している通りに対象者が行動するわけではない。また、対象者の信頼が低い場合、情報操作を常に疑われるため、意図する方向と逆に行動する場合がある。
操作側にも情報操作の危険性が存在する。情報操作に成功したと認識された場合、実際には失敗していても情報操作を続けようとする可能性が高い。現実と内容の乖離が続くと、情報操作側が、操作しているはずの情報を事実だと認識し、行動するようになる場合がある。最終的には、客観的な事実を陰謀や党派的な主張、あるいは差別など主観的な論理から批判するようになる。

### 間接の影響
情報操作の成功、失敗に関わらず、後の検証で情報操作が発覚した場合には、一般的に操作側に対する信頼性が低下する。失った信頼性を取り戻すことは容易でなく、再度の発覚後は回復に必要な時間は大幅に増加する。このため、常に情報操作を行うのではなく、必要な時だけ行い、それ以外は避けて真実を報道し続けることが最も効果的な情報操作である。
情報操作の対象外である集団から、情報操作を認識することは比較的容易であり、多くの場合は双方に対する信頼性の低下という形で表れる。

## インターネット上の情報
近年ではSNSの発達により多く国民に情報操作を行う事が可能になっている為、権威主義国では暴動や紛争などの有事につながらないよう検閲を行うことが多い。中近東におけるアラブの春では通信機器が活躍したが、紛争や暴動の発端となる情報の伝達を阻止するべく、遮断や操作を行ったことは目新しい。遮断や情報操作をされないよう独自の通信網を展開するようなこともある。
2022年のツイッター買収騒動で「ニュース」フィードが一時更新ストップとなった際、「トレンド」フィードでそれまで頻繁にランクインしていたジェンダー系やポリコレ系、SDGs系、左翼系のキーワードが激減したという指摘が続出。トレンド操作を行っていたのではないかという疑惑が噴出することになった。

## 関連書籍
- 川上和久 『情報操作のトリック―その歴史と方法』 講談社、1994年5月。ISBN 4061492012
- 渡辺武達 『テレビ―「やらせ」と「情報操作」』 三省堂、2001年3月。ISBN 438536060X
- 櫻井よしこ 『GHQ作成の情報操作書「眞相箱」の呪縛を解く』 小学館、2002年7月。ISBN 4-09-402886-2
- 新藤健一 『映像のトリック』 講談社、1986年2月。ISBN 4-06-148804-X